# Pentobesa exusta
Pentobesa exusta är en fjärilsart som beskrevs av Butler 1878. Pentobesa exusta ingår i släktet Pentobesa och familjen tandspinnare. Inga underarter finns listade i Catalogue of Life.